# Aristolochia gibertii
Aristolochia gibertii är en piprankeväxtart som beskrevs av William Jackson Hooker. Aristolochia gibertii ingår i släktet piprankor, och familjen piprankeväxter. Inga underarter finns listade i Catalogue of Life.